# Сипуха австралійська
Сипуха австралійська (Tyto novaehollandiae) — вид совоподібних птахів родини сипухових (Tytonidae).

## Поширення
Вид поширений в Австралії та на півдні Нової Гвінеї.

## Опис
Птах завдовжки 35–47 см, вагою 500—1200 г. Спина помаранчева з плямами білого і темного кольору. Черево біле з чорними плямами. Лицьовий диск білий з коричневим краєм, у формі серця.

## Спосіб життя
Живе у різноманітних середовищах з наявністю високих дерев. Нічний хижак. Полює на дрібних ссавців, плазунів, птахів і великих комах. Розмножується у будь-яку пору року. Гніздо облаштовує в дуплі або у печерах. У кладці 2-3 яйця. Пташенята залишають гніздо через два-три місяці, але ще деякий час батьки підгодовують їх.